# Germán Madrazo
Pour les articles homonymes, voir Madrazo.
Germán Madrazo Baca, né le 15 septembre 1974 à Querétaro, est un fondeur mexicain.

## Biographie
Madrazo gère la société Valley Running Company à McAllen, au Texas.
Triathlète à l'origine, il commence à courir en ski de fond seulement en 2017, après avoir découvert l'histoire du fondeur péruvien Roberto Carcelén.
À 43 ans, lors de sa dernière chance en Islande, il obtient la qualification pour les Jeux olympiques de Pyeongchang en 2018, où il est porte-drapeau olympique. Il termine 116e et dernier de sa course de 15 km, arrivant 26 minutes après le champion Dario Cologna, mais est porté en triomphe par ses concurrents.
Il se blesse à la jambe en avril 2018, mais revient pour l'Ushaïa Loppet au mois d'août, qu'il termine troisième, ce qui signifie un premier podium pour lui dans ce sport. Il a pour prochains objectifs de pouvoir courir le Marathon de Berlin et le Marathon de Chicago.
Il prend part aux Championnats du monde de ski nordique 2019 à Seefeld.